# 來來電器廣場

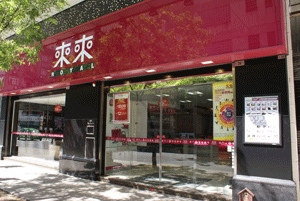
來來第三分店(愉景分店)

來來電器廣場（英語：Royal Electronics Square）目前為全澳最大型、貨品種類最多的電器零售店，其分店的覆蓋率亦為最廣。於2008年10月2日開設的首間旗艦店，位於慕拉士大馬路來來集團大廈二樓，總面積達25,000呎。為方便氹仔及路環顧客，於2015年開設氹仔樂駿盈軒分店，面積達23,000呎的大型電器門市，貨品種類齊全。

## 沿革
原本只經營超級市場業務的來來集團，於2008年起新增電器業務，開設來來電器廣場，主要銷售對象為澳門人。
 來來電器廣場一直以革新電器零售服務為理念，為顧客提供更舒適的購物環境，更合乎潮流的電器產品以及更多元化的服務選擇。為了將其優質的服務帶給本澳每一位顧客，自首間旗艦店開業至今，已積極地將其業務開拓至本澳每一個角落，至今來來電器廣場已是全澳分店最多的電器零售商。

## 服務
作為全澳最大的電器零售商，推出多項特別服務藉以帶動本澳電器業轉型。

### 正貨保證
來來電器廣場於店內貼出正貨保證標誌，強調所有貨品均為正貨，以提升顧客對該店的信心。

### 10天保障服務
顧客購物後若發現貨品有問題，10天內可將貨品連同有關購物單據帶到相關分店更換。

### 送貨服務
購買電器產品滿澳門幣500或以上均可獲得送貨服務。

### 來來賞會員服務
最新推出的來來賞會員，除了購買電器可積分外，還可以網上購物直接送貨上門，還可以享受其他合作商戶的折扣優惠。

### 免息分期
有別於市面上一般免息分期的現金價與分期價不一的情況，來來電器廣場所推出的免息分期計劃不向顧客收取任何附加費用，即現金價與分期價相同。為全澳首間且唯一一間有此服務的電器鋪。

### 葡幣標價
為方便顧客購物，來來電器廣場內全線貨品使用葡幣標價，有別於其他電器鋪常用港幣標價。

## 繳費方式
來來電器廣場全線分店均可使用現金、VISA、MasterCard、支付寶、微信支付、雲閃付及澳門通付款。

## 優惠
來來電器廣場除了每個月的優惠活動，節日更不定期推出促銷活動(如︰來來Jetso Day)，購買指定貨品可獲特別優惠，可參考官網每月優惠。

### 來來Jetso Day
來來Jetso Day（來來著數日）為來來集團的促銷日，通常一年舉行2至3次，促銷期間全店大量貨品均有折扣優惠。根據過往紀錄，來來Jetso Day多於來來電器廣場旗艦店(位於來來集團大廈)連同來來超級市場及來來家居舉行。

## 分店
至今，來來電器廣場於澳門區共有7間分店：

| 分店名稱       | 地址                                                     | 營業時間    |
| -------------- | -------------------------------------------------------- | ----------- |
| 慕拉士旗艦店   | 澳門慕拉士大馬路181-183號來來集團大廈2樓                 | 11:00-20:00 |
| 提督馬路分店   | 澳門提督馬路39號灃薈中心地下及一樓                       | 10:30-19:30 |
| 保利達分店     | 澳門勞動節大馬路361-369號保利達花園地下O座               | 11:00-20:00 |
| 關閘分店       | 澳門馬場大馬路143-159號信達廣場第三座地下A,B,C,I,J,O,N座 | 11:30-20:30 |
| 賈梅士分店     | 澳門提督馬路162-166號賈梅士商業中心2樓M-Z, AA-AG座       | 11:30-20:30 |
| 下環薈分店     | 澳門下環街5號地下A-B舖                                   | 10:00-19:00 |
| 氹仔樂駿盈軒店 | 氹仔柯維納馬路200-206號樂駿盈軒第一座地下A,1樓C,F座      | 11:00-20:00 |

## 口號
1. 來來電器廣場，我地信賴嘅電器顧問。（2019年—）
2. 來來電器廣場，您最信賴嘅電器顧問。（2010年6月—2019年）
3. 來來電器廣場，係澳門人嘅電器廣場。（2008年10月—2010年5月）
4. 買電器？梗係嚟來來電器廣場最穩陣。（2009年）

## 備註
1. ↑  需符合有關條件方可更換同款產品。
2. ↑  需受有關條款限制。
3. ↑  使用任何支付方式均無須支付任何額外費用。